# Amancio Amaro
Amancio Amaro Varela eller bare Amancio (født 16. oktober 1939 i La Coruña, Spanien, død 21. februar 2023) var en spansk fodboldspiller (højre fløj) og senere -træner.

## Klubkarriere
Amancio startede sin karriere i fødebyen hos Deportivo La Coruña, hvor han spillede i fire sæsoner, frem til 1962. Herefter skiftede han til Real Madrid.
Hos Real Madrid spillede Amancio de følgende 12 år næsten 350 ligakampe og var en del af holdets guldalder. Han var med til at vinde hele ni spanske mesterskaber, tre Copa del Rey-titler samt Mesterholdenes Europa Cup finale 1966. I 1964 blev han nr. 3. i Ballon d'Or, kåringen af Europas bedste fodboldspiller.

## Landshold
Amancio spillede desuden 42 kampe for det spanske landshold. Han blev europamester med Spanien ved EM 1964 på hjemmebane og deltog også ved VM 1966 i England.

## Træner
Efter at have indstillet sin aktive karriere gjorde Amancio karriere som træner hos Real Madrid og var træner både for klubbens første- og andethold.

## Titler
La Liga
- 1963, 1964, 1965, 1967, 1968, 1969, 1972, 1975 og 1976 med Real Madrid

Copa del Rey
- 1970, 1974 og 1975 med Real Madrid

Mesterholdenes Europa Cup
- 1966 med Real Madrid

EM
- 1964 med Spanien